# Statek głupców

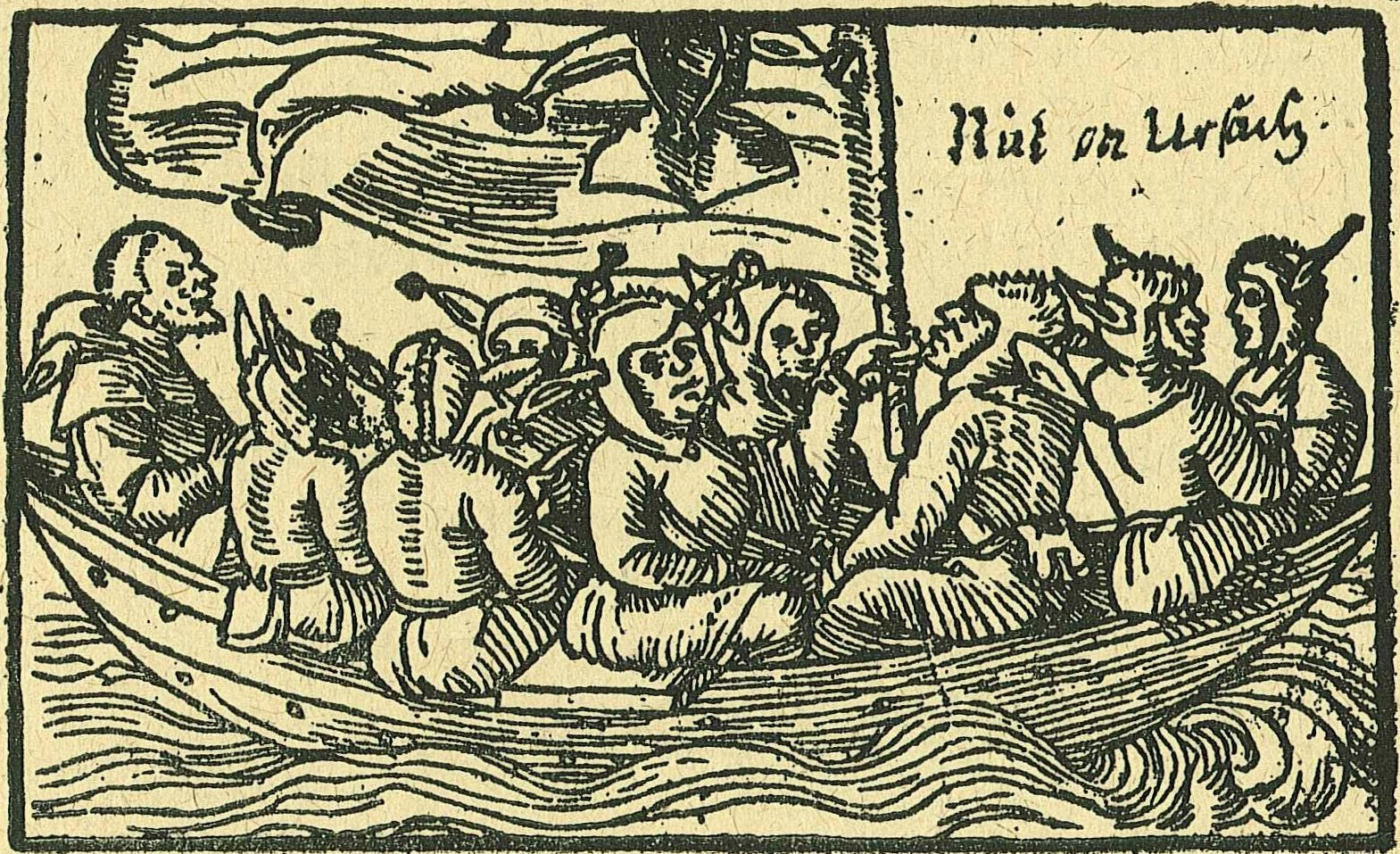
Statek głupców na niemieckim drzeworycie z 1549 roku

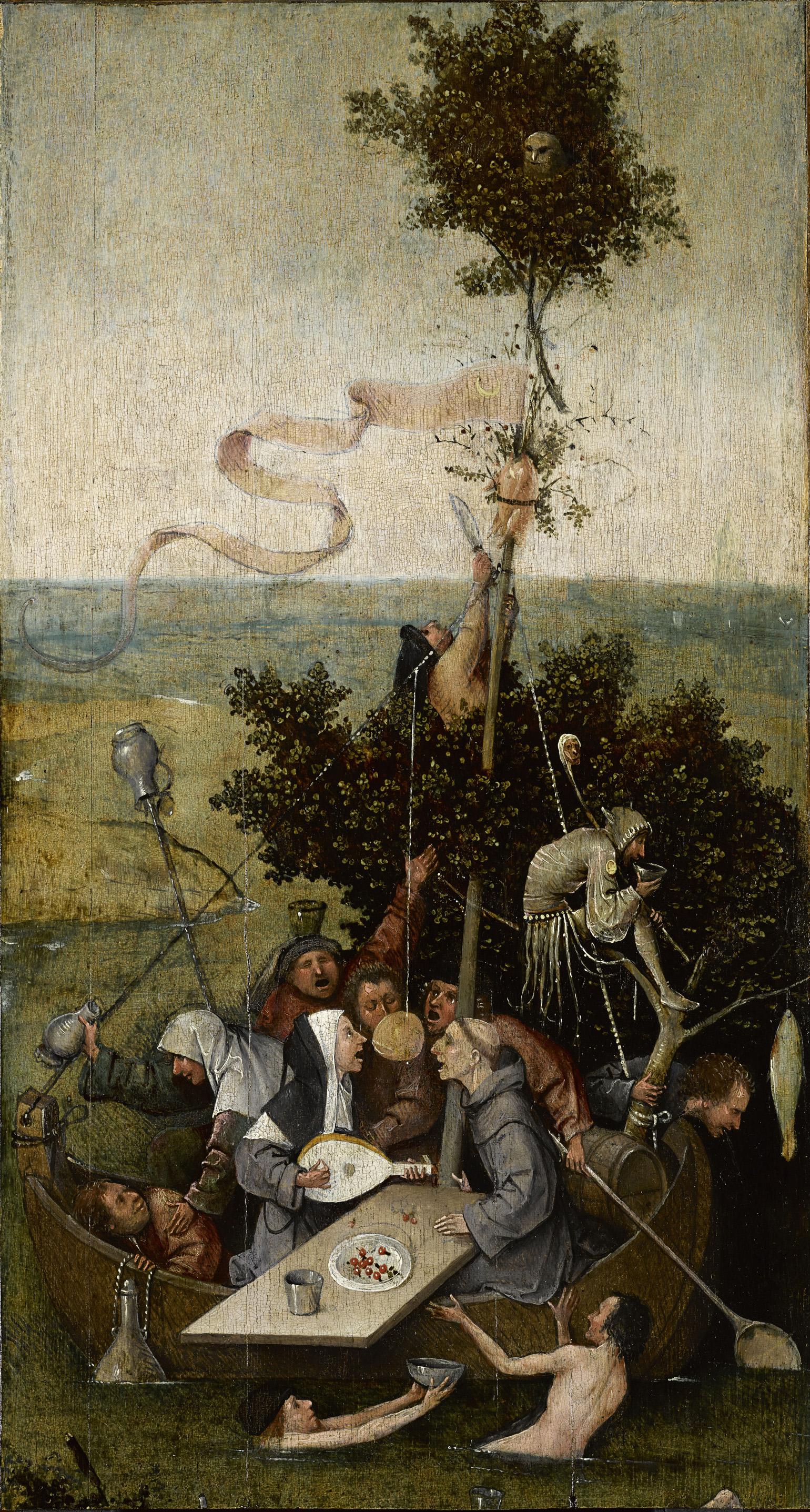
Statek głupców na obrazie Hieronima Boscha

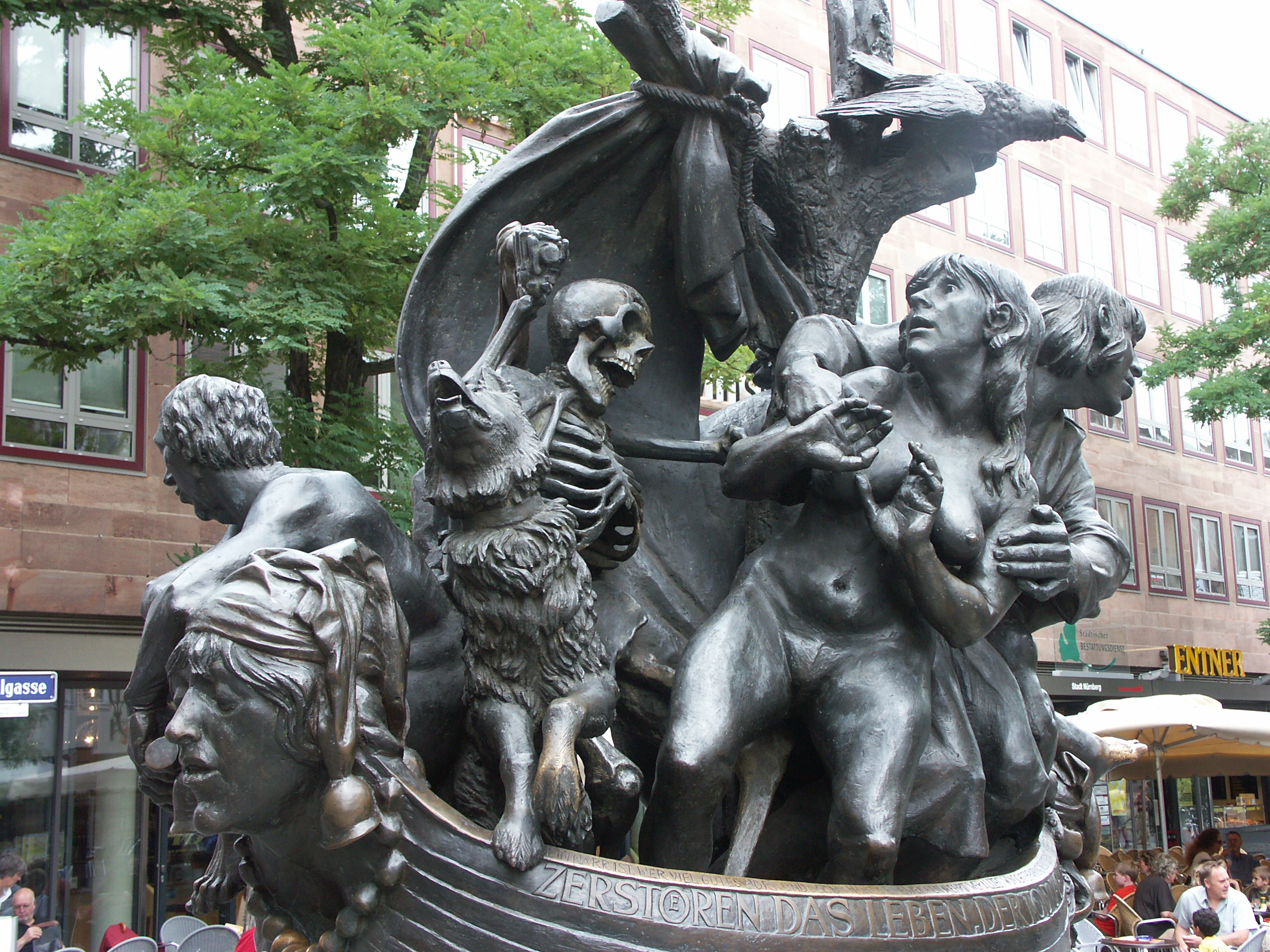
"Statek głupców" - rzeźba Jürgena Webera w Norymberdze

Statek głupców – (niem. Narrenschiff; łac. Stultifera Navis) - motyw pojawiający się w wielu dziełach literackich, malarskich, muzycznych. To statek z załogą, której członkowie reprezentują różne klasy i stany społeczne, różne postawy etyczne, wzorce osobowe, a podróżują w poszukiwaniu szczęścia.
Oryginalnie statek głupców jest tytułem (oryg. Daß Narrenschyff ad Narragoniam) i głównym motywem poematu Sebastiana Branta wydanego w 1494 r. Tematyką omawianego utworu jest podróż głupców w kierunku ich ziemi obiecanej Naragonii. Na statku podróżują przedstawiciele wszystkich klas społecznych i zawodów. Przed katastrofą trafiają do krainy zwanej Szlarafią lub Kukanią (niem. Schlaraffenland, ang. Land of Cocaigne, fr. Cocagné) - krainy wiecznej obfitości.
Źródło tego motywu analizował Michel Foucault w Historii szaleństwa w dobie klasycyzmu. W średniowieczu praktykowano pozbywanie się osób obłąkanych, niesprawnych umysłowo przez wysyłanie ich w podróż statkiem czy innymi środkami transportu. Wypędzanych powierzano grupom pielgrzymów lub kupcom, oddawano ich pod opiekę marynarzy, którzy czasami wysadzali swojego pasażera wcześniej niż to zostało umówione. Wypędzeni w ten sposób trafiali do innych miejscowości, ośrodków kultu słynących z uzdrowień. Należy zwrócić uwagę na symboliczne znaczenie tego sposobu wykluczenia. Osoba odstająca od obowiązującego porządku społecznego była wysyłana w podróż morską bez ścisłego przeznaczenia.
Motyw wypędzenia obłąkanych spotykamy także w innych dziełach. Nawiązuje do niego Hieronim Bosch w obrazie datowanym między 1490 a 1500 rokiem pt. Statek głupców. Przedstawienie rzeźbiarskie o tej samej tematyce, dzieło Jürgena Webera można zobaczyć w niemieckich miastach Norymberdze i Hameln. Motyw ten pojawia się także jako tytuł jednej z piosenek zespołu The Doors na płycie Morrison Hotel/Hard rock cafe - Ship of fools, podobnie jak np. Erasure na albumie "The Innocents", oraz w jednym z utworów zespołu Vesania pt. Narrenschyff.